# Langur de Thomas
El langur de Thomas (Presbytis thomasi) és una espècie de primat de la família dels cercopitècids. És endèmic del nord de l'illa de Sumatra (Indonèsia), on viu a altituds d'entre 0 i 1.500 msnm. El seu hàbitat natural són els boscos secs tropicals o subtropicals. Està amenaçat per la pèrdua d'hàbitat.